# Jean-Pierre Boyer (kardynał)
Jean-Pierre Boyer (ur. 27 lipca 1829 w Paray-le-Monial, zm. 16 grudnia 1896 w Bourges) – francuski duchowny katolicki, kardynał, arcybiskup Bourges.

## Życiorys
Święcenia kapłańskie przyjął 23 grudnia 1854. 15 lipca 1878 został wybrany tytularnym biskupem Euroi w Fenicji i biskupem koadiutorem Clermont. Sakrę biskupią otrzymał 24 sierpnia 1878 w Aix z rąk arcybiskupa Aix Théodore-Augustina Forcade'a (współkonsekratorami byli biskupi Julien Meirieux i Adolphe Perraud). 24 grudnia 1879 objął urząd biskupa diecezjalnego Clermont. 19 stycznia 1893 przeszedł na stolicę metropolitalną Bourges, na której pozostał już do śmierci. 29 listopada 1895 Leon XIII wyniósł go do godności kardynalskiej.